# The Stubbornness of Geraldine
The Stubbornness of Geraldine er en amerikansk stumfilm fra 1915 af Gaston Mervale.

## Medvirkende
- Laura Nelson Hall som Geraldine.
- Marie Empress.
- Mary Moore.
- Daisy Belmore.
- Vernon Steele.